# Piazza Brembana
Piazza Brembana (lombardul: Piasa Brembana) település Olaszországban, Lombardia régióban, Bergamo megyében. Lakosainak száma 1189 fő (2023. január 1.). Piazza Brembana Cassiglio, Valnegra, Camerata Cornello, Piazzolo, Olmo al Brembo és Lenna községekkel határos.

## Népesség
A település lakossága az elmúlt években az alábbi módon változott:
| Lakosok száma | 1215 | 1213 | 1189 |
|               | 2017 | 2018 | 2023 |

## Közlekedés
1926 és 1966 között a településnek vasútállomása volt.